# Micrhystridium gilsonii
Micrhystridium gilsonii is een soort in de taxonomische indeling van de Myzozoa, een stam van microscopische parasitaire dieren. Het organisme komt uit het geslacht Micrhystridium en behoort tot de familie Hystrichosphaeridea. Micrhystridium gilsonii werd in 1950 ontdekt door Kufferath.